# Messwiderstand
Ein Messwiderstand ist ein ohmscher Widerstand, der besonderen Anforderungen für Aufgaben in der Messtechnik genügen muss.

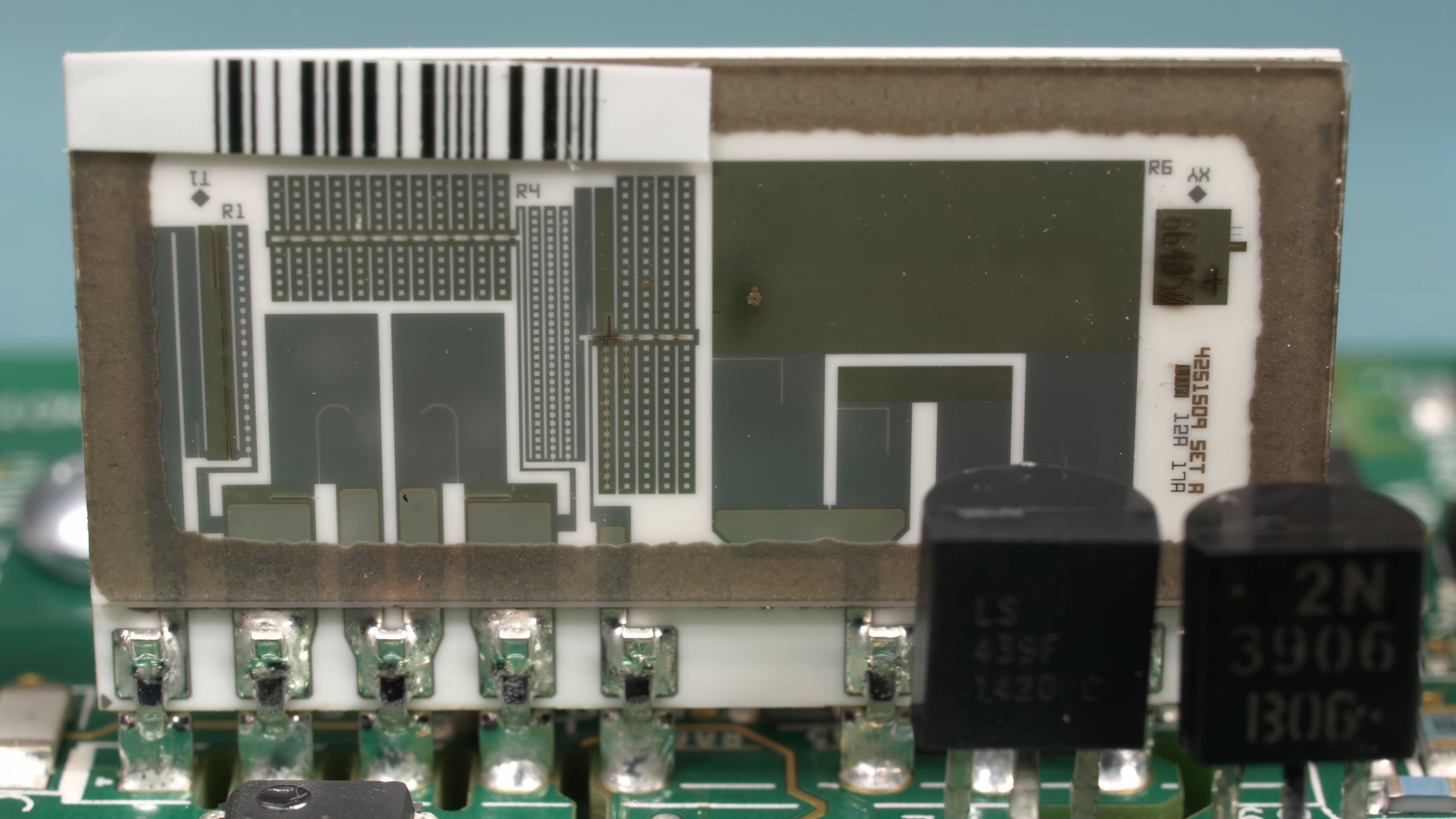
Messwiderstands-Netzwerk aus einem Multimeter; zu erkennen sind die Laserabgleich-Spuren.

Messwiderstände werden als Messumformer für die Überführung einer elektrischen Spannung in einen elektrischen Strom oder umgekehrt eingesetzt, ferner in genauen Spannungsteilern. Somit dienen sie der Strom- oder Spannungsmessung.
Besonders eng tolerierte und stabile Typen werden auch Präzisionswiderstand genannt.

## Anforderungen
1. Forderung: Genauigkeit.
  - Typisch realisierte relative Fehlergrenzen: {\displaystyle g} = 10−3 … 10−4 im Bereich 1 mΩ ≤ {\displaystyle R} ≤ 100 kΩ.
  - Die Physikalisch-Technische Bundesanstalt (PTB) schafft {\displaystyle g} ≤ 10−6.
2. Forderung: Unabhängigkeit von Einflusseffekten durch
  - Messstrom (Eigenerwärmung),
  - Umgebungstemperatur (Fremderwärmung),
  - Anschlusstechnik,
  - Alterungseffekten,
  - Betriebsfrequenz.
3. Forderung: Keine  Thermospannung in Kontakt mit Kupfer.
  - Mit Manganin und Isaohm entsteht eine Thermospannung {\displaystyle U} bei einer Temperaturdifferenz {\displaystyle \Delta t} mit etwa {\displaystyle \Delta U/\Delta t=}1 μV/K. Dagegen gilt bei Konstantan ein Wert von rund 50 μV/K.

Reine Metalle haben einen Temperaturkoeffizienten des Widerstands in der Größenordnung
{\displaystyle \alpha ={\frac {\Delta R/R}{\Delta t}}=+5\cdot 10^{-3}\ {\frac {1}{\mathrm {K} }}}
und sind damit ungeeignet. Entsprechendes gilt für Kohleschichtwiderstände mit –(0,2 … 1)e-3 1/K. Metallschichtwiderstände sind mit (15 … 50)e-6 1/K erhältlich. Spezielle Cu-Mn-Ni- oder Cr-Ni-Legierungen schaffen
{\displaystyle |\alpha |=(10\,\ldots \,1)\cdot 10^{-6}\ 1/\mathrm {K} }.
Die Eigenerwärmung soll für einen geringen Temperatureinfluss klein bleiben; sie hängt ab von der umgesetzten Leistung und der Größe der Oberfläche für die Wärmeabgabe. Dazu gibt der Hersteller die maximal zulässige Stromstärke an, um Fehlerquellen wie Eigenerwärmung oder Elektromigration in Grenzen zu halten. Die Belastbarkeit von Messwiderständen ist häufig kleiner als die anderer baugleicher Widerstände.

## Aufbau

### Höherohmiger Messwiderstand
Höherohmige Messwiderstände werden als Drahtwiderstand oder als Schichtwiderstand in Dickschichttechnik oder Dünnschichttechnik hergestellt.
Drahtwiderstände haben eine Induktivität, die bei Wechselströmen mit steigender Frequenz den Widerstand zunehmend verfälscht. Durch bifilare Wicklung mit über die Länge hin und rücklaufendem Strom (Bild) wird die Induktivität stark vermindert, allerdings die Kapazität erhöht. Einen Ausweg bieten die Ayrton-Perry-Wicklung und die Chaperon-Wicklung, bei welcher zwei Drähte gegensinnig gewickelt werden, die in gleicher Richtung von Strom durchflossen werden. Hierbei erhöht sich die Kapazität nicht.
Die  Kapazität zwischen den Windungen führt zu einem mit steigender Frequenz sinkenden Scheinwiderstand. Drahtwiderstände haben die beste Stabilität und die höchste Belastbarkeit, können jedoch nicht in allen Bauformen hergestellt werden.

Bifilare Wicklung

Strommesswiderstand mit Anschlussblöcken und Schraubanschlüssen;
Ersatzschaltbild mit dem Messwiderstand zwischen den Anschlussblöcken und den Übergangswiderständen in den Strom-Anschlüssen

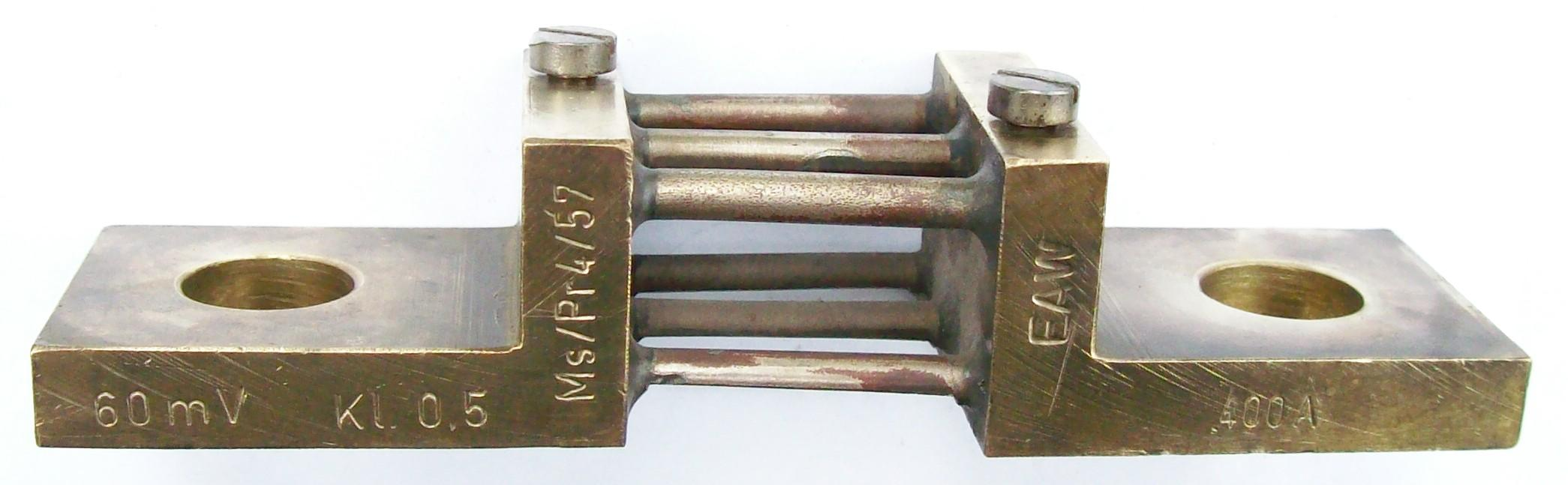
Shunt für 400 A (150 µΩ) mit Vierleiteranschluss. Zur Verschraubung mit Kabelschuhen oder auf Stromschienen

Schaltsymbol für Widerstand mit Vierleiteranschluss

Schichtwiderstände, insbesondere Dünnschichtwiderstände, benötigen hingegen einen besseren Schutz vor Umwelteinflüssen, sind geringer belastbar und waren in der Vergangenheit nicht mit der erforderlichen Stabilität herstellbar. Insbesondere der Temperaturkoeffizient und der Spannungskoeffizient des Widerstandes sind bei hochohmigen Schichtwiderständen auch heute noch eine Herausforderung.
Hochohmige Widerstände werden beispielsweise in Spannungsteilern eingesetzt oder es werden komplette Spannungsteiler auf einem Substrat gefertigt. Das hat den Vorteil, dass sich der durch den Temperaturkoeffizient entstehende Fehler möglicherweise aufgrund der räumlichen Nähe der Teilwiderstände teilweise aufhebt.
Schichtwiderstände können induktionsarm sein und werden für bis mindestens 400 kV gefertigt.
Spannungskoeffizient des Widerstandes
Bei hohen Spannungen und hohen Widerstandswerten ist der Spannungskoeffizient des Widerstandes (VCR) von Bedeutung. Er ist definiert als:
{\displaystyle VCR={\tfrac {\Delta R/R}{\Delta U}}}.
Typische Werte betragen um −10 ppm/V, sie sind meistens negativ, sind stark baugrößenabhängig, die Beträge sinken mit steigender Länge der Widerstandsstruktur und steigen mit dem absoluten Widerstandswert. Das hängt mit den Leitungsmechanismen in der Widerstandsschicht zusammen.
Es sind aber auch Bauelemente möglich, bei denen er um mehr als zwei Zehnerpotenzen kleiner ist.
Besonders gering ist der VCR bei massiven Metalldrähten; Widerstände aus Draht sind jedoch nur bis zu einigen 100 kΩ verfügbar.

### Niederohmiger Messwiderstand
Niederohmige Messwiderstände, auch als Strommesswiderstand, Nebenwiderstand oder Shunt bezeichnet, werden aus Blech oder Stangen der genannten Legierungen hergestellt. Bei diesen Widerständen ist der Übergangswiderstand der Kontakte ein Problem.
Beträgt dieser z. B. 1 mΩ (je nach Werkstoff und Korrosion kann er deutlich höher sein und kann zudem schwanken), ergäben sich folgende Fehler:
Beispiel 1: Für einen Messwiderstand von 1 Ω bedeuten zwei 1-mΩ-Kontakte eine relative Messabweichung von 0,2 %. Das ist mehr als die typische Fehlergrenze des Widerstandes. Diese Abweichung kann nicht als vernachlässigbar klein angesehen werden, wenn die Qualität des Widerstandes ausgeschöpft werden soll, sie kann auch nicht herausgerechnet werden, weil Übergangswiderstände nur grob abschätzbar sind.
Beispiel 2: Messwiderstand zur Umformung von 150 A in 60 mV, also mit R = 60 mV/150 A = 0,4 mΩ mit denselben Übergangswiderständen: Relative Abweichung = 500 %.
Zur Vermeidung dieser Abweichung werden Strom-Messwiderstände in Vierleitertechnik angeschlossen:
Der zu messende Strom fließt durch die großen, außen liegenden Stromanschlüsse. Der Spannungsabfall an diesen hat auf die gemessene Spannung keinen Einfluss, da das Spannungsmessgerät an den kleinen, innen liegenden Klemmen angeschlossen wird. Da diese nur von dem geringen Strom durchflossen werden, den das Messgerät benötigt, verursachen die auch hier vorliegenden Übergangswiderstände nur einen vernachlässigbar kleinen Spannungsabfall.
Bei den recht hohen Stromstärken kommt es zur Erwärmung. Im Beispiel 2 werden im Messwiderstand bei Nennstrom 9 W Wärmestrom frei, an den zugrunde gelegten Kontakten zusätzlich 45 W. Thermospannungen können daher die Messung verfälschen, wenn die Messklemmen ungleiche Temperatur annehmen.
Neben den Ausführungen zur Verschraubung (wie in vorstehendem Bild) gibt es Ausführungen zum Einlöten bei Oberflächenmontage (siehe Datenblätter).

### Einstellbarer Widerstand
Einstellbare Widerstände bzw. Potentiometer mit Schleifer sind zu Messzwecken ungeeignet, wenn der Stellbereich nur über eine Umdrehung (270 … 350°) geht. Spezielle Wendelpotentiometer mit einem Stellbereich von 10 Umdrehungen schaffen Fehlergrenzen in der Linearität < 0,3 % und in der Ablesung der Einstellung < 0,1 %.
Für Präzisionsmessungen werden umschaltbare Widerstandsdekaden (Dekadenwiderstände) verwendet. Zur Widerstandswahl dient ein Stufenschalter wie im Bild. Sie werden in einem Gerät für eine Zehnerpotenz (z. B. 10 × 1 kΩ) hergestellt oder für mehrere Zehnerpotenzen (z. B. mit 3 Schaltern und 10 × 10 Ω + 10 × 100 Ω + 10 × 1 kΩ) zusammengefasst.

## Weitere Begriffsverwendungen
Der Begriff Messwiderstand wird auch für Sensoren zur Temperaturmessung in Platin-Messwiderständen oder zur Dehnungsmessung in Dehnungsmessstreifen verwendet. Diese sind ohmsche Widerstände, deren Widerstandswert abweichend von den oben genannten Anforderungen von äußeren Einflüssen wie der Temperatur oder einer mechanischen Verformung abhängt, so dass diese Abhängigkeit als Messeffekt ausgenutzt werden kann.